# Rutherfordina
La rutherfordina es un mineral de la clase de los minerales carbonatos y nitratos. Fue descubierta en 1906 en las montañas de la región de Morogoro (Tanzania], siendo nombrada así en honor de Ernest Rutherford, físico británico. Un sinónimo poco usado es el de diderichita.

## Características químicas
Es un carbonato anhidro de uranilo, con una alta concentración del elemento uranio. Es pseudomórfico con la uraninita, fuertemente radiactivo.

## Formación y yacimientos
Se forma como mineral secundario a partir de la alteración de la uraninita.
Suele encontrarse asociado a otros minerales como: uraninita, becquerelita, masuyita, schoepita, kasolita, curita, boltwoodita, vandendriesscheíta, billietita, metatorbernita, fourmarierita, studtita o sklodowskita.

## Usos
Es extraído en las minas mezclado con otros minerales del uranio como mena del estratégico uranio. Al ser fuertemente radiactivo debe manipularse con los protocolos de seguridad adecuados.